# Faro de Roquetas de Mar
El faro de Roquetas de Mar es un faro situado en la costa de Roquetas de Mar, en la provincia de Almería, Andalucía, España.

## Historia
Construido en 1863 e inaugurado el último día del mismo año como un anexo del castillo de Santa Ana, y servía de vivienda al responsable del recinto portuario de Roquetas de Mar. La propietaria del faro, la Empresa Pública de Puertos de Andalucía firmó un convenio con el Ayuntamiento de Roquetas de Mar para ceder el edificio con fines culturales. en 1998 fue cedida su propiedad al ayuntamiento municipal para su rehabilitación como centro cultural.
Con su foco situado a 17,5 metros sobre el nivel del mar, fue diseñado para que el alcance de su haz de luz fuera de 26 kilómetros. Así, se convertiría en punto de referencia para el fondeadero que el tiempo convertiría en el actual puerto de Roquetas de Mar. Su luz, originalmente fija con un alcance de nueve millas y alimentada por aceite de oliva, fue sustituida a los veinte años por otra alimentada por parafina con un alcance de diez millas. No fue sino en 1917 cuando se propuso que todo el sistema fue mejorado para equipar un sistema de luz giratoria con dos ocultaciones, en consecuencia con las nuevas regulaciones de la época, que además debía aumentar el alcance a las once millas. De todas formas, dos años más tarde se estimó que las reformas propuestas no eran suficientes, no llegando ninguna reforma hasta ya entrado el franquismo.
Sufrió graves daños durante la guerra civil española. El faro fue dado de baja el 10 de mayo de 1945, al haberse instalado una señalización más moderna en el acceso del puerto, de reciente construcción; además del hecho de que la expansión urbana provocara que su luz fuera confundida con la de las viviendas cercanas.